# Greg Anthony
Gregory Carlton "Greg" Anthony (Las Vegas, Nevada, 15 de noviembre de 1967) es un exbaloncestista estadounidense que disputó once temporadas de la NBA en seis equipos diferentes. Con 1,88 metros de estatura jugaba en la posición de base. Su hijo, Cole Anthony, también es jugador de baloncesto de la NBA.

## Trayectoria deportiva

### Universidad
Tras graduarse en el Rancho High School en North Las Vegas, Nevada, Anthony jugó su primera temporada universitaria en la Universidad de Portland, donde fue nombrado Freshman del Año de la West Coast Conference. Posteriormente fue transferido a la Universidad de Nevada-Las Vegas, donde militó tres años en los Runnin' Rebels y compartió equipo con Larry Johnson y Stacey Augmon. En 1990 se proclamó campeón de la NCAA en la final ante Duke, con Anthony como base titular. Jugando toda la temporada con la mandíbula rota, Anthony fue capaz de promediar 11,2 puntos y 7,4 asistencias en 39 partidos. En su año sénior fue incluido en el tercer quinteto del All-America. Finalizó su carrera en los Rebels como líder histórico de la universidad en asistencias y compartió el primer puesto en robos con Augmon.

### Profesional
Anthony fue seleccionado en la 12.ª posición del Draft de la NBA de 1991 por New York Knicks. En el conjunto neoyorquino se ganó una reputación como gran defensor, entrenado por Pat Riley, y llegó a disputar las Finales de la NBA de 1994, en las que los Knicks cayeron frente a Houston Rockets. Tras pasar cuatro campañas en Nueva York, Anthony fue escogido por Vancouver Grizzlies en el draft de expansión, donde en su primer año en el equipo firmó su mejor temporada en la liga al promediar 14 puntos y 6,9 asistencias en 30,4 minutos por partido. Después de una temporada más en los Grizzlies en la que descendió su rendimiento, Anthony fichó como agente libre por Seattle SuperSonics. 
Tras finalizar su contrato con los Sonics, firmó con Portland Trail Blazers, equipo en el que militaría las tres siguientes campañas como base suplente. En la temporada 2001-02, su última como profesional, Anthony jugó en Chicago Bulls y Milwaukee Bucks.

## Estadísticas de su carrera en la NBA

### Temporada regular
| Temporada | Edad | Equipo                 | Liga | P   | TIT | MIN  | TC  | TCA  | %TC  | 3P  | 3PA | %3P  | TL  | TLA | %TL  | R.OF. | R.DEF. | REB | ASIS | ROB | TAP | PER | FP  | PTS  |
| 1991-92   | 24   | New York Knicks        | NBA  | 82  | 1   | 18.4 | 2.0 | 5.3  | .370 | 0.1 | 0.7 | .145 | 1.4 | 1.9 | .741 | 0.4   | 1.3    | 1.7 | 3.8  | 0.7 | 0.1 | 1.2 | 2.1 | 5.5  |
| 1992-93   | 25   | New York Knicks        | NBA  | 70  | 35  | 24.3 | 2.5 | 6.0  | .415 | 0.1 | 0.4 | .133 | 1.5 | 2.3 | .673 | 0.6   | 1.8    | 2.4 | 5.7  | 1.6 | 0.2 | 1.5 | 2.0 | 6.6  |
| 1993-94   | 26   | New York Knicks        | NBA  | 80  | 36  | 24.9 | 2.8 | 7.1  | .394 | 0.6 | 2.0 | .300 | 1.6 | 2.1 | .774 | 0.5   | 1.8    | 2.4 | 4.6  | 1.4 | 0.2 | 1.6 | 2.0 | 7.9  |
| 1994-95   | 27   | New York Knicks        | NBA  | 61  | 2   | 15.5 | 2.1 | 4.8  | .437 | 0.9 | 2.5 | .361 | 1.0 | 1.2 | .789 | 0.1   | 0.9    | 1.0 | 2.6  | 0.8 | 0.1 | 0.9 | 1.6 | 6.1  |
| 1995-96   | 28   | Vancouver Grizzlies    | NBA  | 69  | 68  | 30.4 | 4.7 | 11.3 | .415 | 1.3 | 3.9 | .332 | 3.3 | 4.3 | .771 | 0.4   | 2.1    | 2.5 | 6.9  | 1.7 | 0.2 | 2.3 | 2.0 | 14.0 |
| 1996-97   | 29   | Vancouver Grizzlies    | NBA  | 65  | 44  | 28.7 | 3.1 | 7.8  | .393 | 1.4 | 3.7 | .370 | 2.0 | 2.7 | .730 | 0.4   | 2.4    | 2.8 | 6.3  | 2.0 | 0.1 | 2.0 | 1.9 | 9.5  |
| 1997-98   | 30   | Seattle SuperSonics    | NBA  | 80  | 0   | 12.8 | 1.9 | 4.4  | .430 | 0.8 | 2.0 | .415 | 0.7 | 1.0 | .663 | 0.2   | 1.2    | 1.4 | 2.6  | 0.8 | 0.0 | 1.1 | 1.2 | 5.2  |
| 1998-99   | 31   | Portland Trail Blazers | NBA  | 50  | 0   | 16.1 | 2.1 | 5.0  | .414 | 1.0 | 2.5 | .392 | 1.2 | 1.8 | .697 | 0.3   | 1.0    | 1.3 | 2.0  | 1.3 | 0.1 | 1.1 | 1.5 | 6.4  |
| 1999-00   | 32   | Portland Trail Blazers | NBA  | 82  | 3   | 18.9 | 2.1 | 5.1  | .406 | 1.1 | 2.8 | .378 | 1.1 | 1.4 | .772 | 0.2   | 1.4    | 1.6 | 2.5  | 0.7 | 0.1 | 1.0 | 1.7 | 6.3  |
| 2000-01   | 33   | Portland Trail Blazers | NBA  | 58  | 0   | 14.8 | 1.7 | 4.4  | .383 | 1.1 | 2.7 | .409 | 0.4 | 0.6 | .657 | 0.4   | 0.7    | 1.1 | 1.4  | 0.7 | 0.1 | 0.7 | 1.1 | 4.9  |
| 2001-02   | 34   | TOTAL                  | NBA  | 60  | 38  | 25.2 | 3.1 | 7.9  | .385 | 0.8 | 2.7 | .294 | 1.0 | 1.5 | .659 | 0.4   | 1.8    | 2.2 | 4.7  | 1.3 | 0.1 | 1.6 | 1.9 | 7.9  |
| 2001-02   | 34   | Chicago Bulls          | NBA  | 36  | 35  | 26.7 | 3.1 | 8.0  | .394 | 0.8 | 2.5 | .322 | 1.3 | 1.9 | .671 | 0.4   | 2.0    | 2.4 | 5.6  | 1.4 | 0.1 | 1.6 | 2.0 | 8.4  |
| 2001-02   | 34   | Milwaukee Bucks        | NBA  | 24  | 3   | 23.0 | 2.9 | 7.8  | .372 | 0.8 | 3.0 | .260 | 0.5 | 0.9 | .619 | 0.3   | 1.6    | 1.8 | 3.3  | 1.2 | 0.0 | 1.5 | 1.8 | 7.2  |
| Total     |      |                        | NBA  | 757 | 227 | 20.9 | 2.5 | 6.3  | .403 | 0.8 | 2.3 | .349 | 1.4 | 1.9 | .733 | 0.4   | 1.5    | 1.9 | 4.0  | 1.2 | 0.1 | 1.4 | 1.7 | 7.3  |

### Playoffs
| Temporada | Edad | Equipo                 | Liga | P   | MIN  | TCA | TC  | 3PA | 3P  | TLA | TL  | R.OF. | REB | ASIS | ROB | TAP | PER | FP  | PTS | %TC  | %3P  | %FT  | MIN  | PTS | REB | AST |
| 1991-92   | 24   | New York Knicks        | NBA  | 12  | 213  | 19  | 46  | 5   | 12  | 20  | 33  | 4     | 17  | 41   | 16  | 1   | 13  | 28  | 63  | .413 | .417 | .606 | 17.8 | 5.3 | 1.4 | 3.4 |
| 1992-93   | 25   | New York Knicks        | NBA  | 15  | 240  | 24  | 60  | 3   | 14  | 8   | 14  | 4     | 30  | 52   | 13  | 1   | 11  | 26  | 59  | .400 | .214 | .571 | 16.0 | 3.9 | 2.0 | 3.5 |
| 1993-94   | 26   | New York Knicks        | NBA  | 25  | 436  | 45  | 128 | 18  | 61  | 14  | 24  | 9     | 27  | 59   | 19  | 8   | 31  | 55  | 122 | .352 | .295 | .583 | 17.4 | 4.9 | 1.1 | 2.4 |
| 1994-95   | 27   | New York Knicks        | NBA  | 11  | 135  | 15  | 38  | 7   | 23  | 10  | 11  | 2     | 10  | 15   | 2   | 2   | 6   | 27  | 47  | .395 | .304 | .909 | 12.3 | 4.3 | 0.9 | 1.4 |
| 1997-98   | 30   | Seattle SuperSonics    | NBA  | 9   | 118  | 12  | 40  | 5   | 19  | 3   | 8   | 3     | 10  | 10   | 5   | 1   | 11  | 17  | 32  | .300 | .263 | .375 | 13.1 | 3.6 | 1.1 | 1.1 |
| 1998-99   | 31   | Portland Trail Blazers | NBA  | 13  | 225  | 18  | 55  | 8   | 31  | 23  | 34  | 4     | 14  | 32   | 13  | 1   | 9   | 25  | 67  | .327 | .258 | .676 | 17.3 | 5.2 | 1.1 | 2.5 |
| 1999-00   | 32   | Portland Trail Blazers | NBA  | 15  | 213  | 19  | 52  | 10  | 31  | 12  | 16  | 2     | 16  | 25   | 13  | 4   | 12  | 27  | 60  | .365 | .323 | .750 | 14.2 | 4.0 | 1.1 | 1.7 |
| 2000-01   | 33   | Portland Trail Blazers | NBA  | 2   | 17   | 2   | 6   | 1   | 3   | 0   | 0   | 0     | 0   | 0    | 1   | 0   | 1   | 2   | 5   | .333 | .333 |      | 8.5  | 2.5 | 0.0 | 0.0 |
| Total     |      |                        | NBA  | 102 | 1597 | 154 | 425 | 57  | 194 | 90  | 140 | 28    | 124 | 234  | 82  | 18  | 94  | 207 | 455 | .362 | .294 | .643 | 15.7 | 4.5 | 1.2 | 2.3 |

## Carrera en la televisión
Tras retirarse del baloncesto, Anthony fue contratado por la ESPN como analista de la NBA tanto en ESPN como en la ABC. Anthony ha sido un activista político con el Partido Republicano desde sus días en UNLV, donde se graduó con una licenciatura en ciencia política y sirvió como vicepresidente de los Jóvenes Republicanos de Nevada. No obstante, apareció el 28 de octubre de 2008 en el episodio de Michael Baisden Show, durante el cual apoyó públicamente al candidato presidencial demócrata Barack Obama.
El 13 de diciembre de 2008, Anthony debutó como analista de baloncesto universitario de la CBS Sports.